# تشرف

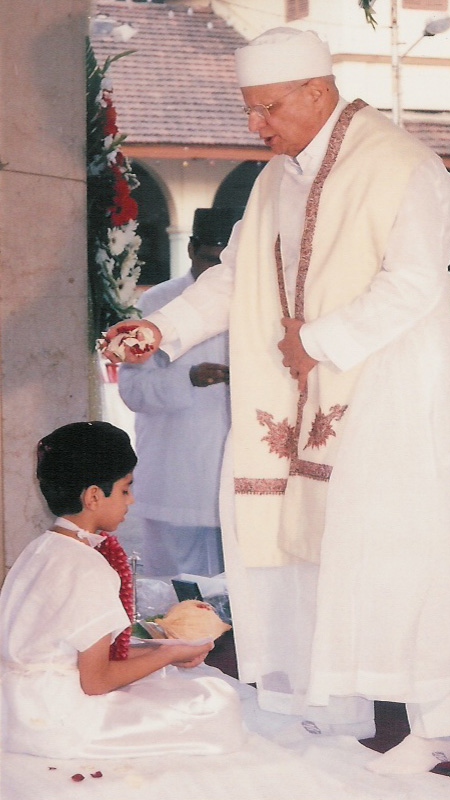
آیین پاگشایی یک نوجوان زرتشتی.

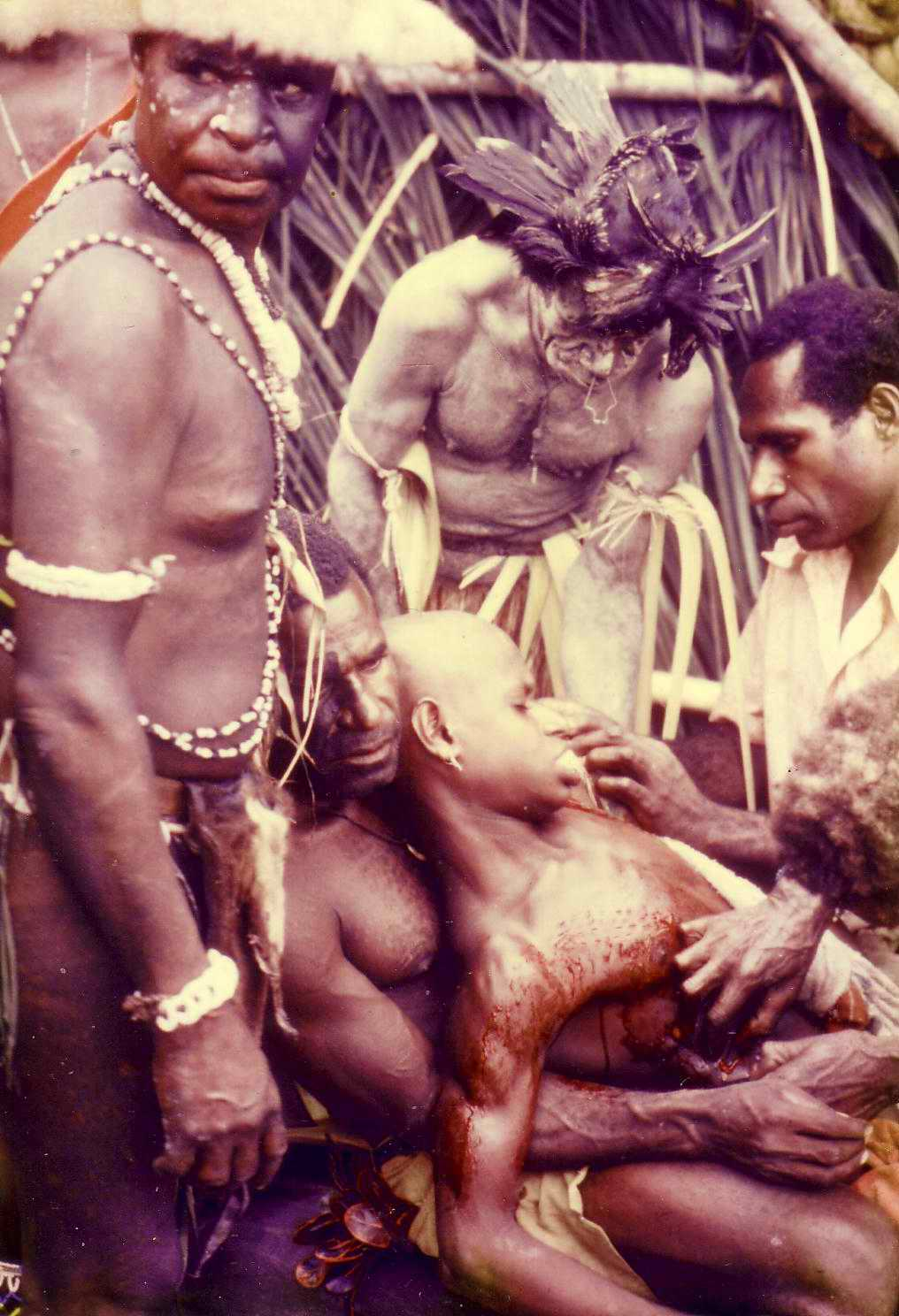
آیین پاگشایی یک نوجوان که با زخمی کردن او همراه است، روستای کوروگو، رودخانه سپیک، پاپوآ گینه نو، ۱۹۷۵.

در مردم‌شناسی، به آیینی که به نشانه پذیرش فرد یا گروهی در گروه یا جمع جدیدی انجام می‌شود پاگُشایی گفته می‌شود. پاگشایی ازجمله مناسک گذار از یک مرحله به مرحله دیگر است.
پاگشایی می‌تواند مربوط به پذیرفته شدن افراد به جمع افراد بالغ باشد که در برخی اقوام جهان با مراسمی همراه است. هم‌چنین در برخی جوامع، آیین‌های پاگشایی را به معنی «زاده شدن دوباره» در نظر می‌گیرند که غسل تعمید مسیحیان از نمونه‌های آن است و از نمونه های آن در مزدیسنا میتوان به آیین سدره پوشی اشاره کرد.
نمونه‌های دیگر پاگشایی دینی، آیین دیکشا در هندوئیسم، و بر میتسوا و بت میتسوا یهودیان است.
در بسیاری جوامع، پذیرش در یک فرقه، انجمن مخفی، انجمن دانشجویی، و گروه‌های طریقت و اخوت مذهبی با آیین‌های پاگشایی همراه است. فردی که آیین پاگشایی را پشت سر گذارد، پاگشوده نامیده می‌شود.

## در اقوام
آیین پاگشایی شکل‌های گوناگونی داشته‌است و هنوز هم در جامعه‌های بدوی به شکل مناسک گوناگون دیده می‌شود، اما همه جا در نکته‌های زیر همانندی دارد: نخست نوجوان پذیرفته‌شده مرده انگاشته می‌شود و در پایان آیین چون موجودی تازه دوباره پای به جهان هستی می‌گذارد. مرگ موقّتی و رستاخیز به گونه‌ای نمادین انجام می‌گیرد: بلعیده شدن در کام یک جانور و درنگی چند در شکم او و سرانجام بیرون شدنی پیروزمندانه. برای این منظور گاه کلبه‌هایی به شکل جانوران ترسناک می‌ساخته‌اند با دهانی باز همچون در کلبه.
داغ زدن به پوست و زخمی‌کردن پوست و بریدن یک بند از انگشت و دیگر شکنجه‌ها در شماری از اقوام بدوی جزئی از پاگشایی بلوغ به‌شمار آمده و انجام می‌گیرد.